# Anlagenelektriker
Anlagenelektriker war ein Lehrberuf in Österreich.
Der Lehrberuf Anlagenelektrik wurde per 1. Juli 2010 durch den Modullehrberuf Elektrotechnik ersetzt.

## Tätigkeiten
Anlagenelektriker entwickeln Lösungen zu Steuerungs- und Automatisierungsaufgaben. Sie bauen elektrische Apparate, Maschinen, Anlagen und Automationssysteme und nehmen diese in Betrieb oder führen daran Wartungsarbeiten aus. Oft arbeiten sie mit anderen Fachleuten zusammen an Projekten oder einzelnen Aufträgen. Zu den Aufgaben im Beruf gehören das Entwickeln und Programmieren von speicherprogrammierbaren Steuerungen (SPS) und das Anwenden und Erstellen technischer Dokumente. Die manuelle und mechanische Fertigung ist im Beruf Anlagenelektriker noch stark vorhanden. Das Programmieren und Entwickeln von Steuerungen ist mehr die Sache von weitergebildeten Anlagenelektrikern. Die Einsätze im Beruf umfassen ein breites Spektrum und können in industriellen und gewerblichen Betrieben erfolgen.

### Vielseitigkeit
Ein ausgelernter Anlagenelektriker verfügt über fundiertes Wissen und Fertigkeiten in den Bereichen Elektrotechnik, Elektronik, Digitaltechnik, elektrische Messtechnik, Pneumatik, Hydraulik, Antriebstechnik, Steuerungstechnik, Fachenglisch und Qualitätssicherung.

## Ausbildung
Die Ausbildung erfolgt im Betrieb und in der Berufsschule und dauert vier Jahre.
Die meisten Betriebe bevorzugen das Duale Ausbildungssystem mittels einer Teilzeitberufsschule, das bedeutet einen Tag in der Woche verbringt der Auszubildende in der Berufsschule, beim Beruf Anlagenelektriker ein Semester lang sogar zwei Tage.

### Gesellenprüfung
Die Gesellenprüfung des Anlagenelektrikers ist in zwei Abschnitte unterteilt.
Die Zwischenprüfung ist zwischen dem zweiten und dritten Lehrjahr angesetzt und umfasst die Anfertigung eines mechanischen Werkstücks und eine elektrische Schaltung (300 Minuten), sowie ein Fachgespräch.
Die eigentliche Gesellenprüfung findet am Ende des vierten Lehrjahres statt, und beinhaltet:
- Die Anfertigung eines elektronischen Werkstücks und einer elektrischen Schaltung (690–720 Minuten),
- eine Steuerungsaufgabe auf einer speicherprogrammierbaren Steuerung (120 Minuten),
- die Fehlersuche in einer elektronischen Schaltung und einer elektrischen Anlage,
- ein Fachgespräch.

Beide Prüfungen müssen erfolgreich abgeschlossen werden, um den Gesellenbrief zu erhalten.

## Weiterbildung
Eine Möglichkeit ist die Berufsmatura, wobei bei dieser der Lehrberuf als sogenannter Fachbereich angerechnet werden kann, die Voraussetzung dafür ist es die Gesellenprüfung mit Auszeichnung zu bestehen. Die Berufsmatura kann auch im Zusammenhang mit der Meisterprüfung abgelegt werden.
Es ist auch möglich mittels eines Aufbaulehrganges in das zweite oder dritte Jahr einer Höheren Technischen Lehranstalt (HTL) einzutreten.
Einige Weiterbildungsmöglichkeiten an höheren technischen Schulen:
- Höhere Lehranstalt für Berufstätige für Elektrotechnik
- Höhere Lehranstalt für Berufstätige für Elektronik
- Höhere Lehranstalt für Berufstätige für Elektronik – Technische Informatik
- Höhere Lehranstalt für Berufstätige für Elektronik – Telekommunikation

Einige Weiterbildungsmöglichkeiten an Fachhochschulen:
- Bauingenieurwesen – Baumanagement (berufsbegleitend)
- Bauingenieurwesen – Projektmanagement
- Gebäudetechnik
- Electronic Engineering / Industrielle Elektronik
- Automatisierte Anlagen- und Prozesstechnik
- Automatisierungstechnik (berufsbegleitend)
- Produktions- und Automatisierungstechnik
- Präzisions-, System- und Informationstechnik (Vollzeitform und berufsbegleitend)
- Präzisions-, System- und Informationstechnik für Berufstätige – Interdisziplinäres Management
- Elektronik (Vollzeitform und berufsbegleitend)
- Industriewirtschaft / Industrial Management

## Verwandte Berufe
- Elektroniker für Automatisierungstechnik
- Mechatroniker
- Automatiker